# Kanton Marle
Kanton Marle (fr. Canton de Marle) je francouzský kanton v departementu Aisne v regionu Hauts-de-France. Tvoří ho 65 obcí. Před reformou kantonů 2014 ho tvořilo 23 obcí.

## Obce kantonu
od roku 2015:
| - Agnicourt-et-Séchelles - Assis-sur-Serre - Autremencourt - Barenton-Bugny - Barenton-Cel - Barenton-sur-Serre - Berlancourt - Bois-les-Pargny - Bosmont-sur-Serre - Chalandry - Châtillon-les-Sons - Chéry-les-Pouilly - Chevennes - Cilly - Colonfay - Couvron-et-Aumencourt - Crécy-sur-Serre - Cuirieux - Dercy - Erlon - Franqueville - Froidmont-Cohartille | - Grandlup-et-Fay - Le Hérie-la-Viéville - Housset - Landifay-et-Bertaignemont - Lemé - Lugny - Marcy-sous-Marle - Marfontaine - Marle - Mesbrecourt-Richecourt - Monceau-le-Neuf-et-Faucouzy - Monceau-le-Waast - Montigny-le-Franc - Montigny-sous-Marle - Montigny-sur-Crécy - Mortiers - La Neuville-Bosmont - La Neuville-Housset - Nouvion-et-Catillon - Nouvion-le-Comte - Pargny-les-Bois - Pierrepont | - Pouilly-sur-Serre - Puisieux-et-Clanlieu - Remies - Rogny - Rougeries - Sains-Richaumont - Saint-Gobert - Saint-Pierre-les-Franqueville - Saint-Pierremont - Sons-et-Roncheres - Le Sourd - Tavaux-et-Pontséricourt - Thiernu - Toulis-et-Attencourt - La Vallée-au-Blé - Verneuil-sur-Serre - Vesles-et-Caumont - Voharies - Voulpaix - Voyenne - Wiege-Faty |

před rokem 2015:
| - Agnicourt-et-Séchelles - Autremencourt - Bosmont-sur-Serre - Châtillon-lès-Sons - Cilly - Cuirieux - Erlon - Froidmont-Cohartille - Grandlup-et-Fay - Marcy-sous-Marle - Marle - Monceau-le-Waast | - Montigny-le-Franc - Montigny-sous-Marle - La Neuville-Bosmont - Pierrepont - Saint-Pierremont - Sons-et-Ronchères - Tavaux-et-Pontséricourt - Thiernu - Toulis-et-Attencourt - Vesles-et-Caumont - Voyenne |